# Jozef Johan Adam van Liechtenstein
Jozef Johan Adam, vorst van Liechtenstein (Wenen, 27 mei 1690 - Valtice, 17 december 1732), was vorst van Liechtenstein van 1721 tot zijn dood in 1732.
Hij werd geboren in Wenen als enige zoon die zijn jeugd overleefde van de latere vorst Anton Florian van Liechtenstein en Eleonore Barbara von Thun-Hohenstein. Hij kreeg drie oudere broers en twee jongere broers, die allen jong stierven. Hij kreeg twee oudere zussen en drie jongere zussen, waaronder Anna Maria, die in het huwelijk trad met vorst Jozef Wenceslaus. Tijdens de Spaanse Successieoorlog diende Jozef Johan Adam korte tijd onder zijn vader, Anton Florian. En later vocht hij onder bevel van John Churchill, hertog van Marlborough tegen de Fransen. Na de Vrede van Utrecht in 1713 werd hij benoemd tot raadslid van de Keizerlijke Geheime Raad in Wenen. 
Hij was ook lid in de Orde van het Gulden Vlies. 
Vorst Jozef Johan Adam stierf op 42-jarige leeftijd. Als vorst werd hij opgevolgd door Jozef Wenceslaus.

## Huwelijken en kinderen
Op 1 december 1712 trad Jozef Johan Adam in het huwelijk met prinses Gabrielle van Liechtenstein, een dochter van vorst Hans Adam I. Zij kregen één zoon:
- Karel Anton (1713 - 1715)

Op 3 februari 1716 trad hij in het huwelijk met Marianne, gravin van Thun-Hohenstein. Echter stierf Marianne twintig dagen na de bruiloft.
Jozef Johan Adam huwde op 3 augustus 1716 met Maria Anna, gravin van Oettingen-Spielberg (1693-1729), dochter van Frans Albert, graaf van Oettingen-Spielberg. Samen met haar kreeg hij drie kinderen:
- Jozef Anton (1720 - 1723)
- Maria Theresia (28 december 1721 - 19 januari 1753), huwde Jozef I, vorst van Schwarzenberg.
- Johan Nepomuk Karel (6 juli 1724 - 22 december 1748), was vorst van Liechtenstein van 1732 tot 1748.

Ook vorstin Maria Anna overleed op jonge leeftijd. Hij hertrouwde in 1729 met Maria Anna, gravin van Kottulinsky. Dit huwelijk bleef kinderloos.
Karel I · Karel Eusebius · Hans Adam I · Jozef Wenceslaus · Anton Florian · Jozef Johan Adam · Jozef Wenceslaus · Johan Nepomuk Karel · Jozef Wenceslaus · Frans Jozef I · Alois I · Johannes I Jozef · Alois II · Johannes II · Frans I · Frans Jozef II · Hans Adam II